# Chantal Al Arab
Chantal al Arab er en dansk drag performer, forfatter og foredragsholder, spillet af historiker Anders Larsen (født 1984). Hun begyndte sin karrierre i 2013 i performancegruppen Vesterbro Drag Udlejningsservice. Siden 2016 har hun været del af performancegruppen Veninderne. Hun vandt i 2020 prisen som Årets Drag Performer ved Danish Rainbow Awards og var vært ved samme show i 2022. Chantal har blandt andet deltaget som fast deltager i radioprogrammet 'Er du sunshine?' på Radio 24Syv og medvirket i TV-serien 'Sommeren der ændrede mit liv'. I 2021 udgav hun desuden bogen 'Bøssernes Danmarkshistorie 1900-2020' i samarbejde med Lars Henriksen. Siden 2021 har Chantal har desuden samarbejdet med Mathias Helt om indholdet til Danmarks Radios podcast om Den Store Bagedyst, 'Et Stykke med Bagedysten' samt comedypodcasten 'Absolut Mathias Helt'. Karakteren Chantal al Arab er 43 år gammel og hun bruger størrelse 44 i højhælede sko.